# Summit Racing Equipment

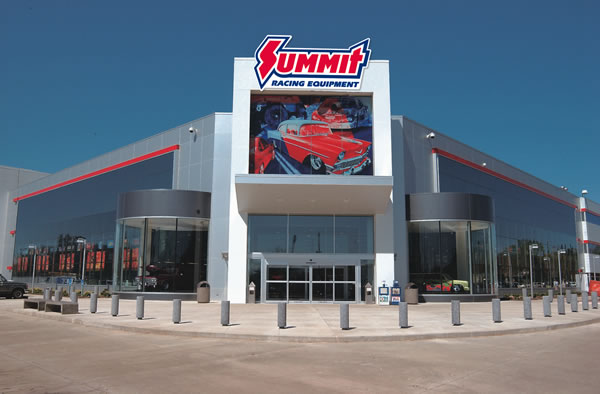
Una de las tiendas de Summit Racing Equipment

Summit Racing Equipment es una tienda estadounidense de venta por correo de productos automotrices, considerada la más grande del mundo, con miles de partes de automóviles, accesorios, herramientas y equipos de mantención, coleccionables, y repuestos automotrices. La empresa vende partes de automóviles y camionetas.

## Historia
Summit Racing Equipment comenzó en 1968, como un negocio de medio tiempo, manejado por una sola persona. A medida que los precios disminuyeron, el negocio creció de tamaño.

### 1969-1987
En 1969, Summit Racing Equipment abrió su primera tienda en Akron, Ohio. La primera línea de productos ofrecidos por la tienda incluía partes de Accel, Holley, Mallory, Hurst, Mickey Thompson, y otras marcas reconocidas. Durante los años 70 y 80, Summit Racing Equipment continuó creciendo, y su catálogo gratuito pasó de ser una publicación anual a una revista bimensual.

### 1992-1999
En 1992, la empresa trasladó sus oficinas centrales a unas dependencias en Tallmadge, Ohio. Con una tienda y centro de distribución de mayor tamaño, la empresa expandió su oferta de productos, ofreciendo partes de camiones, camionetas y vehículos todo terreno.
En 1998, Summit Racing Equipment abrió una segunda tienda y centro de distribución en Sparks, Nevada. Dicha locación permitió a los clientes del oeste de Estados Unidos recibir los pedidos en uno o dos días.

### 2002-2007
En 2002 fueron inauguradas las puertas de la nueva tienda en Tallmadge, Ohio. Una nueva tienda fue inaugurada en 2006 en la localidad de McDonough, Georgia. Con esta última apertura, Summit Racing Equipment consolidó su presencia en Estados Unidos, realizando envíos dentro de Estados Unidos en 1 o 2 días.
En 2007, Summit Racing Equipment adquirió Genuine Hotrod Hardware, una empresa de ventas por correo especializada en productos de decoración y coleccionables relacionados con modelos clásicos de automóviles.

## Tiendas
Actualmente, Summit Racing Equipment posee 3 tiendas, ubicadas en:
- Tallmadge, Ohio
- Sparks, Nevada
- McDonough, Georgia